# Охоронець для дочки
Охоронець для доньки, оригінальна назва Сара (пол. Sara) — польський художній фільм режисера Мацея Шлесицького 1997 року.

## Сюжет
Леон — солдат спецназу, який повертається додому після чергового завдання в Югославії. Після довгоочікуваної зустрічі з дружиною і доньками, відбувається нещасний випадок, після якого дружина кидає Леона і йде від нього до коханця. Леон дуже крутий в своїй справі, коли не п'яний. А п'яний він останнім часом завжди. У такому вигляді він і з'явився перед своїм наймачем — босом місцевої мафії, який в даний момент стримує облогу конкурентів і шукає професійного охоронця для своєї шістнадцятирічної дочки Сари. Незважаючи ні на що Леон був найнятий. Він дійсно виявився найкращим, проте зробив найстрашнішу помилку, яку тільки міг зробити.

## У ролях
- Богуслав Лінда — Леон.
- Аґнєшка Влодарчик — Сара.
- Марек Перепечко — Юзеф, батько Сари.
- Цезарій Пазура — Цезарі, охоронець.
- Славомір Сулей — Джас.
- Дорота Мацієвська — мати Сари.
- Станіслав Брудни — батько Леона.

## Нагороди та номінації
- 1997 — Премія кінофестивалю в Гдині (Нагорода дистриб'юторів — Мацей Шлєсіцький)[1]
- 1999 — Кращий дебют фестивалю «Стожари» (Аґнєшка Влодарчик)

## Озвучення українською
Для фільму існує багатоголосе озвучення українською зроблене для релізу на DVD.